# 6. svibnja
6. svibnja (6. 5.) 126. je dan godine po gregorijanskom kalendaru (127. u prijestupnoj godini).
Do kraja godine ima još 239 dana.

## Događaji
- 1527. – Vojska Karla V. opljačkala je Rim, čime je završilo zlatno doba talijanske renesanse.
- 1889. – Eiffelov toranj svečano je otvoren na Svjetskoj izložbi u Parizu.
- 1989. – Grupa Riva pobijedila na Pjesmi Eurovizije održanoj u švicarskoj Lausanni.
- 1950. – Izbila Kordunaška buna, pobuna seljaka u tadašnjim kotarima Cazin, Velika Kladuša i Slunj protiv nasilne kolektivizacije, prisilna otkupa i visokih nameta.
- 1991. – U Splitu održane demonstracije protiv JNA zbog blokade Kijeva i sudjelovanja u srpskoj pobuni.
- 1991. – Radnička akcija u Đuri Đakoviću. Radnici tvornice specijalnih vozila u Slavonskom Brodu spriječili su vojnike JNA odvesti tenkove iz tvorničkog kruga.[1][2]
- 1992. –  U Gružu u sudaru broda Aurore i trajekta Ilirije poginulo desetero ljudi od kojih troje maloljetne djece.
- 2011. – Na Trgu bana Jelačića u Zagrebu srušen je Guinnessov rekord, a Hrvatska je postala zemlja s najvećim smješkom, koji se formirao od ljudskog štita. S više od 700 okupljenih građana, oboren je rekord iz Latvije i glavnog grada Rige s 515 sudionika.

| - 973. ili 978. – Henrik II. Sveti, njemačko-rimski car († 1024.) - 1758. – Maximilien Robespierre, francuski revolucionar († 1794.) - 1841. – Ivan Dežman, hrvatski književnik i liječnik († 1873.) - 1856. – Sigmund Freud, austrijski neurolog i utemeljitelj psihoanalize († 1939.) - 1871. – Victor Grignard, francuski kemičar i nobelovac († 1935.) - 1895. – Rudolph Valentino, američki filmski glumac († 1926.) - 1915. – Orson Welles, američki redatelj, glumac, scenarist i producent († 1985.) - 1940. – Jasna Melvinger, hrvatska književnica - 1953. – Tony Blair, britanski političar - 1961. – George Clooney, američki glumac, redatelj, scenarist i producent - 1965. – Marjan Mrmić, hrvatski nogometni vratar - 1978. – Frano Mašković, hrvatski glumac - 1985. – Chris Paul, američki košarkaš - 1997. – Filip Glavaš, hrvatski rukometaš - 2002. – Cole Palmer, engleski nogometaš | - 1778. – Jean Baptiste Christophore Fusée Aublet – francuski ljekarnik, botaničar i istraživač (* 1720.) - 1859. – Alexander von Humboldt, njemački prirodoslovac i istraživač (* 1769.) - 1879. – Bedřich Hrozný, češki arheolog i jezikoslovac - 1905. – Skender Fabković, hrvatski pedagog i pisac (* 1826.) - 1942. – Lilian Sheldon, engleska zoologinja (* 1862.) - 1951. – Élie Joseph Cartan, francuski matematičar (* 1869.) - 1992. – Marlene Dietrich, njemačko-američka glumica i pjevačica (* 1901.) - 1992. – Norbert Neugebauer, hrvatski filmski redatelj i crtač stripa (* 1917.) - 1996. – Leo Joseph Suenens, belgijski kardinal (* 1904.) - 2007. – Đorđe Novković, hrvatski skladatelj (* 1943.) |

## Blagdani i spomendani
- Dan grada Umaga
- Sv. Juraj, mučenik (Pravoslavni kalendar)
- Sveti Irenej Srijemski, biskup i mučenik[3]